# Reisser AG

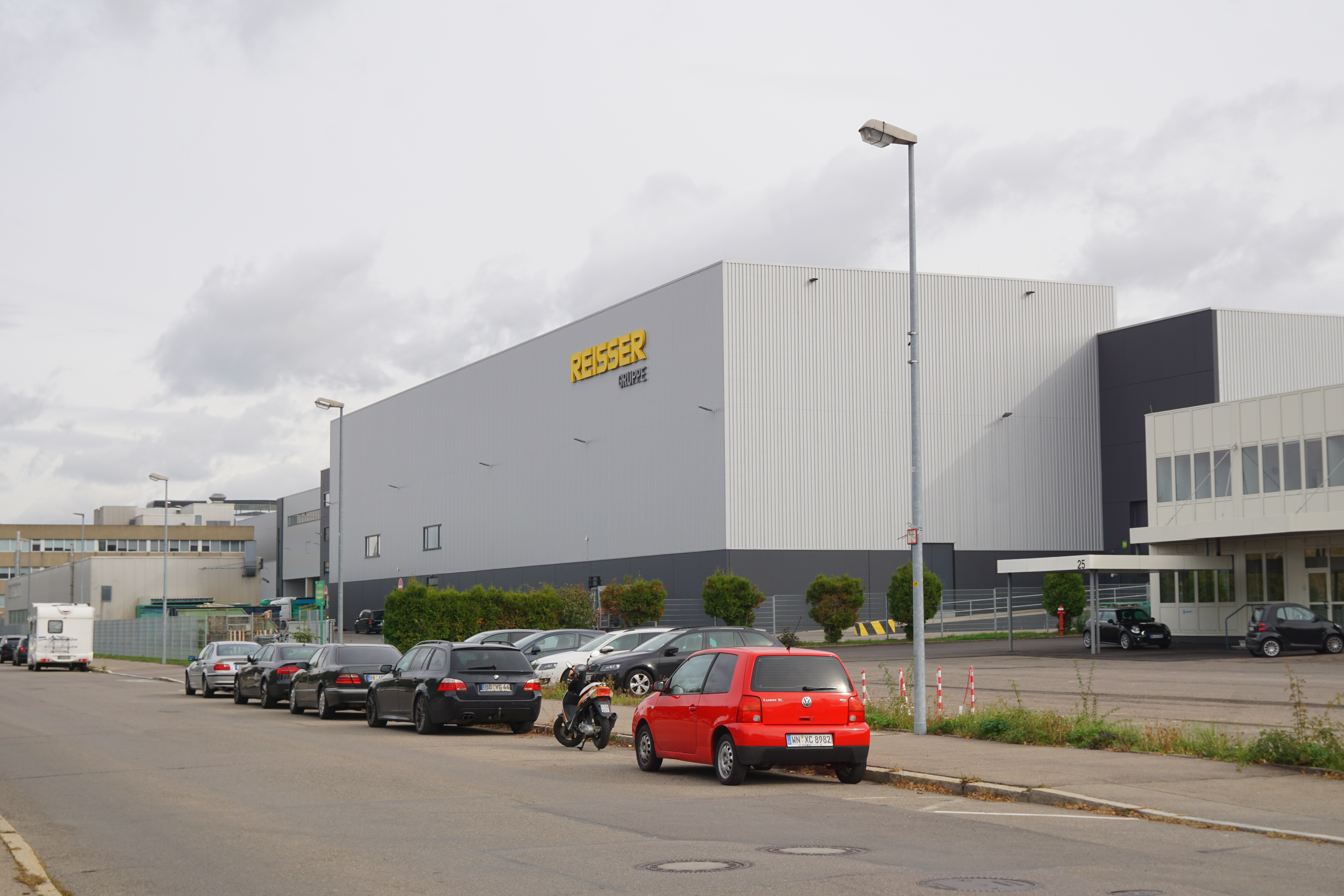
Reisser in der Hanns-Klemm-Straße, Böblingen

Die Reisser AG ist ein Böblinger SHK-Großhandelsunternehmen (Sanitär-, Heizungs- und Klimatechnik). Das Unternehmen vertreibt Heizungsanlagen, Gasthermen, Spülen, Kacheln und Toiletten an handwerkliche Installateursbetriebe und ist hauptsächlich in Baden-Württemberg und in begrenztem Maße in den angrenzenden Bundesländern Rheinland-Pfalz, Hessen und Bayern aktiv. Insgesamt betreibt Reisser 58 Standorte, die teilweise unter den Namen der Tochterunternehmen Willersinn und Walter, KFK-Kayser, Hornung, Bertsche und Glatt geführt.

## Geschichte
Vorgänger der heutigen Reisser AG sind die beiden ehemals voneinander unabhängigen Unternehmen Gustav Reisser KG aus Untertürkheim und Adolf Reisser KG aus Böblingen. Beide Unternehmen fusionierten 1971 zur Reisser GmbH, 2005 firmierte die Reisser GmbH in eine Aktiengesellschaft um. Im Jahr 2014 wurde das Böblinger Zentrallager der Reisser AG durch einen Großbrand zerstört.